# خوب بخوابی!
خوب بخوابی! (انگلیسی: Sleep Happy)یک پونمایی آمریکایی محصول ۱۹۵۱ میلادی است. کارگردان این کارتون والتر لانتس می‌باشد.